# Тутуполи, Боб
Боб Тутупо́ли (индон. Bob Tutupoly, настоящее имя — Бобби Виллем Тутуполи, индон. Bobby Willem Tutupoly) (13 ноября 1939, Сурабая, Восточная Ява, Нидерландская Ост-Индия — 5 июля 2022) — индонезийский эстрадный певец.

## Краткая биография
Родился в семье военнослужащего. Родители — выходцы с Молуккских островов — любили музыку: отец хорошо играл на свирели, а мать была профессиональной танцовщицей и пела в церковном хоре. По вероисповеданию — католик.
После окончания католической средней школы учился на экономическом факультете Университа Эрланга и Университета Паджаджаран (оба не окончил). С 1960 года выступал с различными оркестрами (оркестр братьев Патти, «Джаз Райдерс», «Бхиннека Рия» и др.). Первую пластинку записал в 1965 году. В 1969—1976 гг. проживал в США, в Нью-Йорке пел в индонезийском ресторане «Рамаяна», принадлежавшем национальной индонезийской нефтяной компании Pertamina. Кроме того, гастролировал в Голландии, Сингапуре, Малайзии и Гонконге. Прославился исполнением песен «Язык без костей», «Нет тебе прощенья», «Видури» и др.
Снялся также в трёх фильмах: «Любовь велорикши» (1958), «Любопытство» (1977), «Одноглазый» (2008).
Умер 5 июля 2022 года.

## Семья
Отец Адольф Лоуренс Тутуполи, мать Элизабет Вильгеммина Сахусилаване, жена Росмаясути Насутион — танцовщица (с 1977), дочь Саша Карина Тутуполи (род. 1978).

## Награды
- Золотой диск (за альбом, разошедшийся тиражом более 500 тысяч экземпляров)
- Победитель Фестиваля популярной песни в Джакарте (1980)